# Sabot de Frotey
Le Sabot de Frotey est une roche calcaire formée naturellement par l'érosion en forme de sabot. Le Sabot se trouve à Frotey-lès-Vesoul, dans l'agglomération de Vesoul, en Haute-Saône.

## Histoire
Elle est située dans la réserve naturelle nationale du Sabot de Frotey au nord-est de Vesoul. Le lieu doit son nom au fait que le vent, la pluie, le gel ont sculpté la roche en forme de sabot, au niveau de la falaise qui surplombe le Durgeon, la ligne SNCF Paris – Mulhouse et la route nationale 57. Le site, qui culmine à 342 mètres, offre une vue superbe sur Vesoul et la Motte. Une légende dit que le rocher en forme de sabot est un sabot que le diable perdit.

## Légende du Sabot
Une légende se créa sur la forme de cette roche en sabot. La légende dit que le diable est tombé amoureux de la dame du château de Montaigu, situé à proximité. Le mari de la dame étant parti croisé en Terre Sainte, le diable en profita de l'absence pour accoster la dame du château. Cet acte fonctionna puisque la dame tomba sous le charme du diable, et céda. Cependant, l'époux rentra opportunément, aussitôt le diable s'enfuit et sauta par la fenêtre. En se dépêchant de sauter, le diable perdit son sabot.

## Réserve naturelle nationale du Sabot de Frotey
Le site du sabot est un site classé par arrêté du 22 juillet 1913 pour son caractère artistique.